# Arboga község
Arboga község (svédül: Arboga kommun) Svédország 290 községének egyike. Västmanland megyében található.

## Települései
A községben 3 település található. A települések és népességük:
| Település | Népesség | Megjegyzés         |
| --------- | -------- | ------------------ |
| Arboga    |          | a község székhelye |
| Medåker   |          |                    |
| Götlunda  |          |                    |